# Champigneulles
Champigneulles [ʃɑ̃piɲœl] ist eine französische Gemeinde mit 6588 Einwohnern (Stand 1. Januar 2022) im Département Meurthe-et-Moselle in der Region Grand Est (bis 2015 Lothringen). Sie gehört zum Arrondissement Nancy.

## Geografie
Die Gemeinde Champigneulles liegt am rechten Ufer der unteren Meurthe und nur vier Kilometer nördlich des Stadtzentrums von Nancy.

## Geschichte

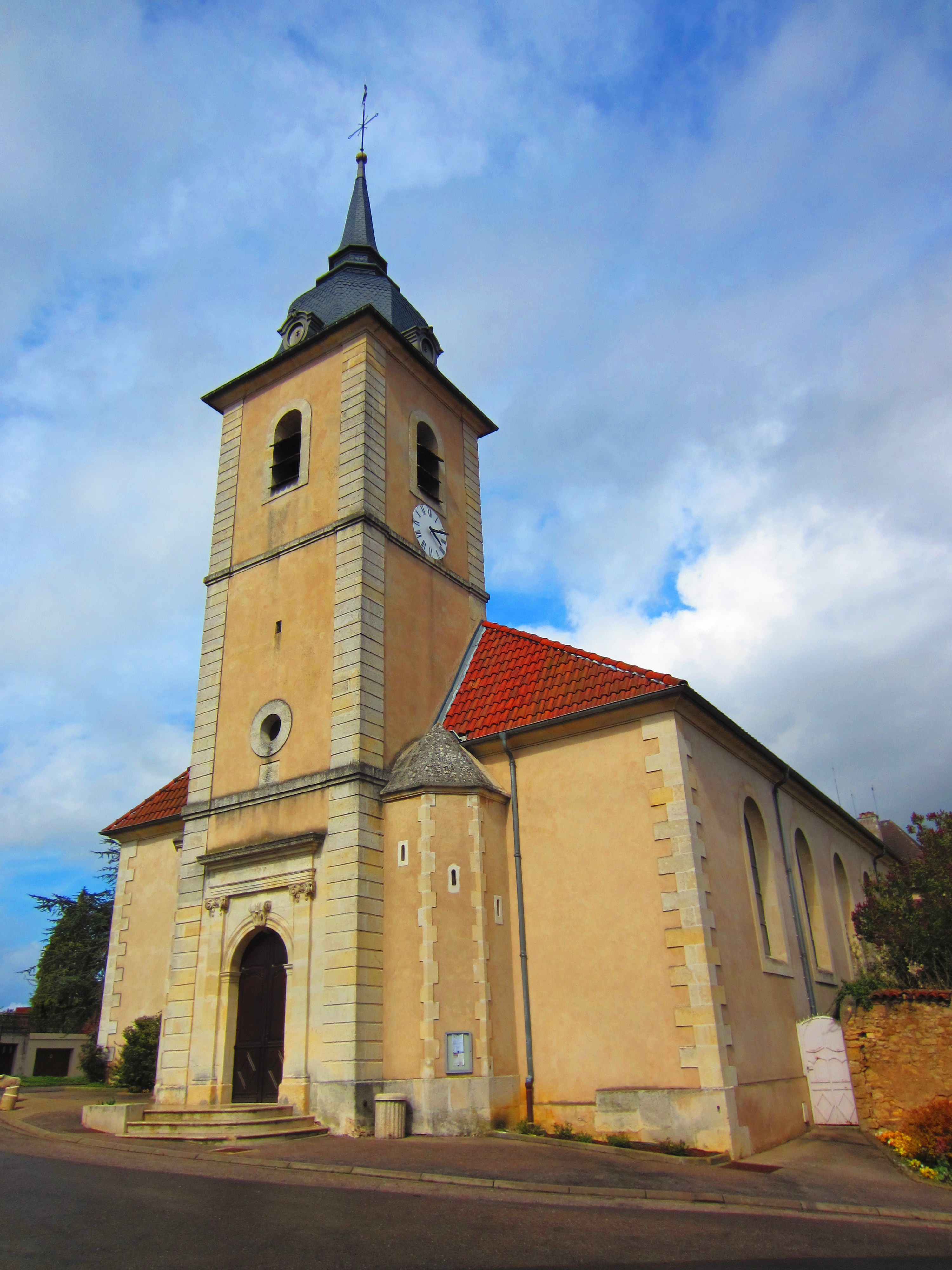
Kirche Saint-Epvre

Champigneulles hieß früher Campigniola, kleines fruchtbares Gebiet. Erst zu Beginn des 14. Jahrhunderts wurde der Ort erwähnt. In der Nähe existierte jedoch eine Siedlung Saint-Barthélemy, die zur Zeit der Hugenottenkriege verschwand.

### Bevölkerungsentwicklung
| Jahr      | 1962 | 1968 | 1975 | 1982 | 1990 | 1999 | 2007 | 2019 |
| Einwohner | 5114 | 5484 | 5992 | 7919 | 7541 | 7172 | 6765 | 6671 |

## Wirtschaft und Infrastruktur
Champigneulles ist überregional bekannt durch die Brasserie Champigneulles, die 1897 hier gegründet wurde und zwischen 1949 und 1965 als Sponsor der Tour de France hervorgetreten war. Seit 2006 gehört die Brauerei zur TCB Beteiligungsgesellschaft mit Sitz in Frankfurt (Oder).
In Champigneulles befindet sich eine Abfahrt der Autoroute A31. Der Bahnhof Champigneulles liegt an der Bahnstrecke Paris–Strasbourg. Von hier ging früher die Bahnstrecke nach Sarralbe ab. Der nächstgelegene Flughafen und ein TGV-Bahnhof befinden sich ca. 30 km nördlich.